# Nicolaas van der Veken
Nicolaas van der Veken (Mechelen, 1637 - Mechelen, 1709) was een Brabants beeldhouwer.
Nicolaas van der Veken was een beeldhouwer-sculpteur. Hij was de broer van Lambertus van der Veken..

## Carrière
Nicolaas van der Veken studeerde bij Maximiliaan Labbé en Lucas Faydherbe en werd meester-beeldhouwer in de Mechelse Sint-Lucasgilde in 1662.

## Werken van Van der Veken
Zijn meest bekende werken zijn biechtstoelen zoals in Sint-Pieters-en-Pauluskerk (Mechelen) 1683-1684, Sint-Janskerk (Mechelen) 1692 en de Sint-Katelijnekerk in houtsculptuur. Hij beeldhouwde ook in steen. Hij werd bekend voor de verfijnde Christus als een bezorgd mens, die hij maakte voor de Sint-Romboutskathedraal (1688). In eiken maakte hij een beeld voor het klooster van de zusters apostelinnen in Antwerpen (begin 1690).
Zijn kleine ivoren kruisbeelden met verfijnde Christusfiguren laten de invloed zien van Lucas Faydherbe.

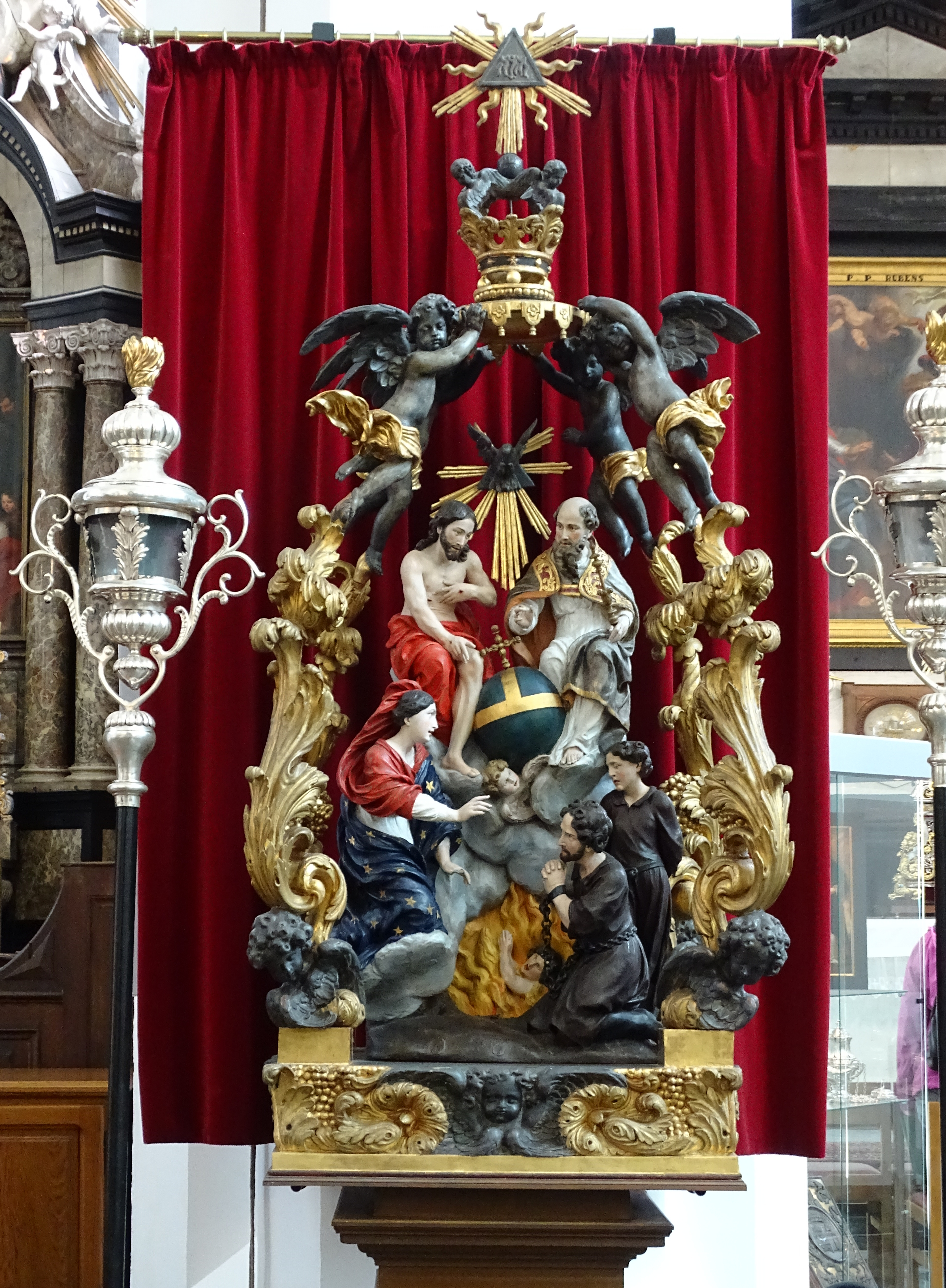
De Heilige Drievuldigheid met de christene slaven (1680) in de Sint-Janskerk te Mechelen
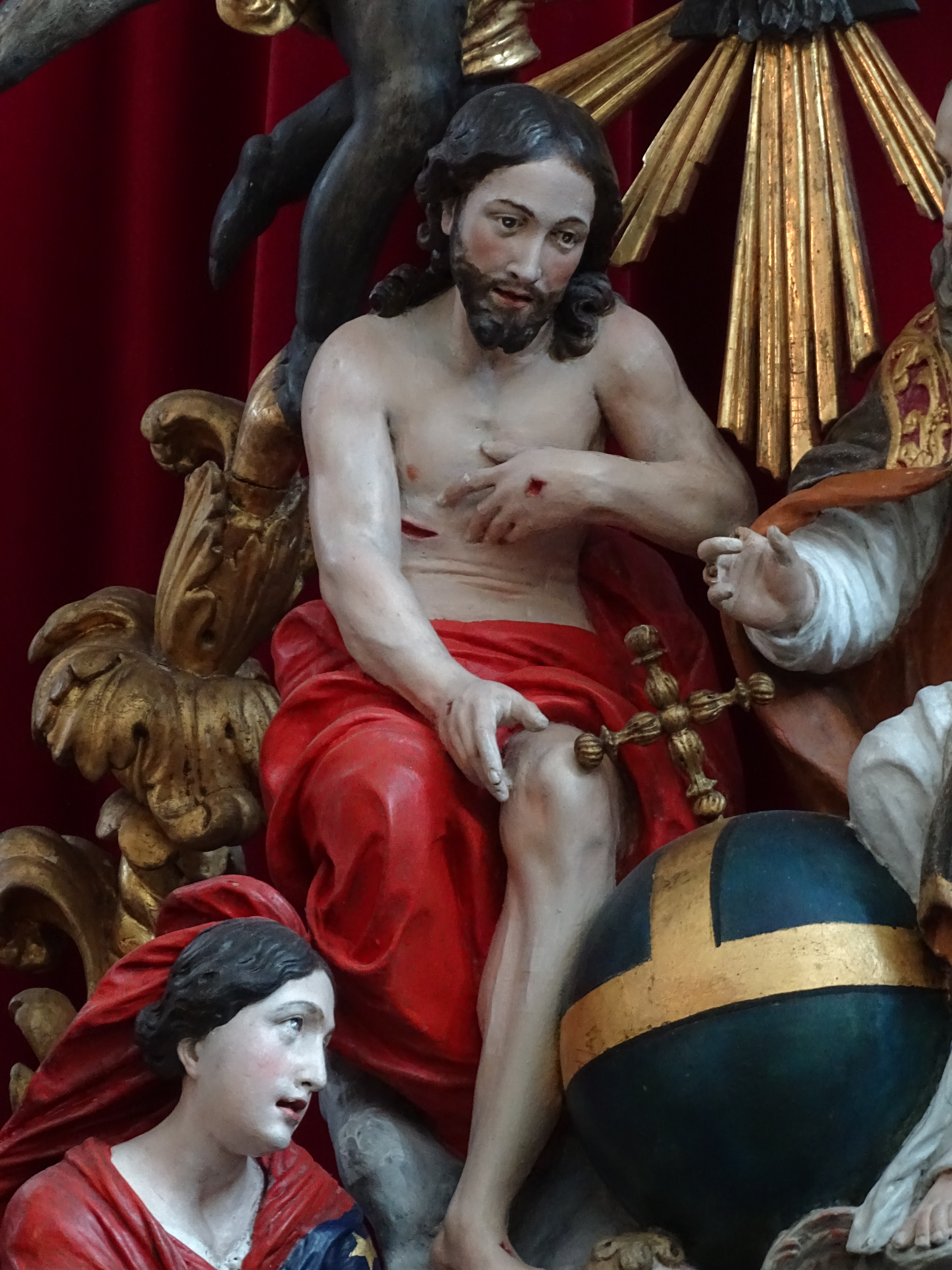
De Heilige Drievuldigheid met de christene slaven (detail)
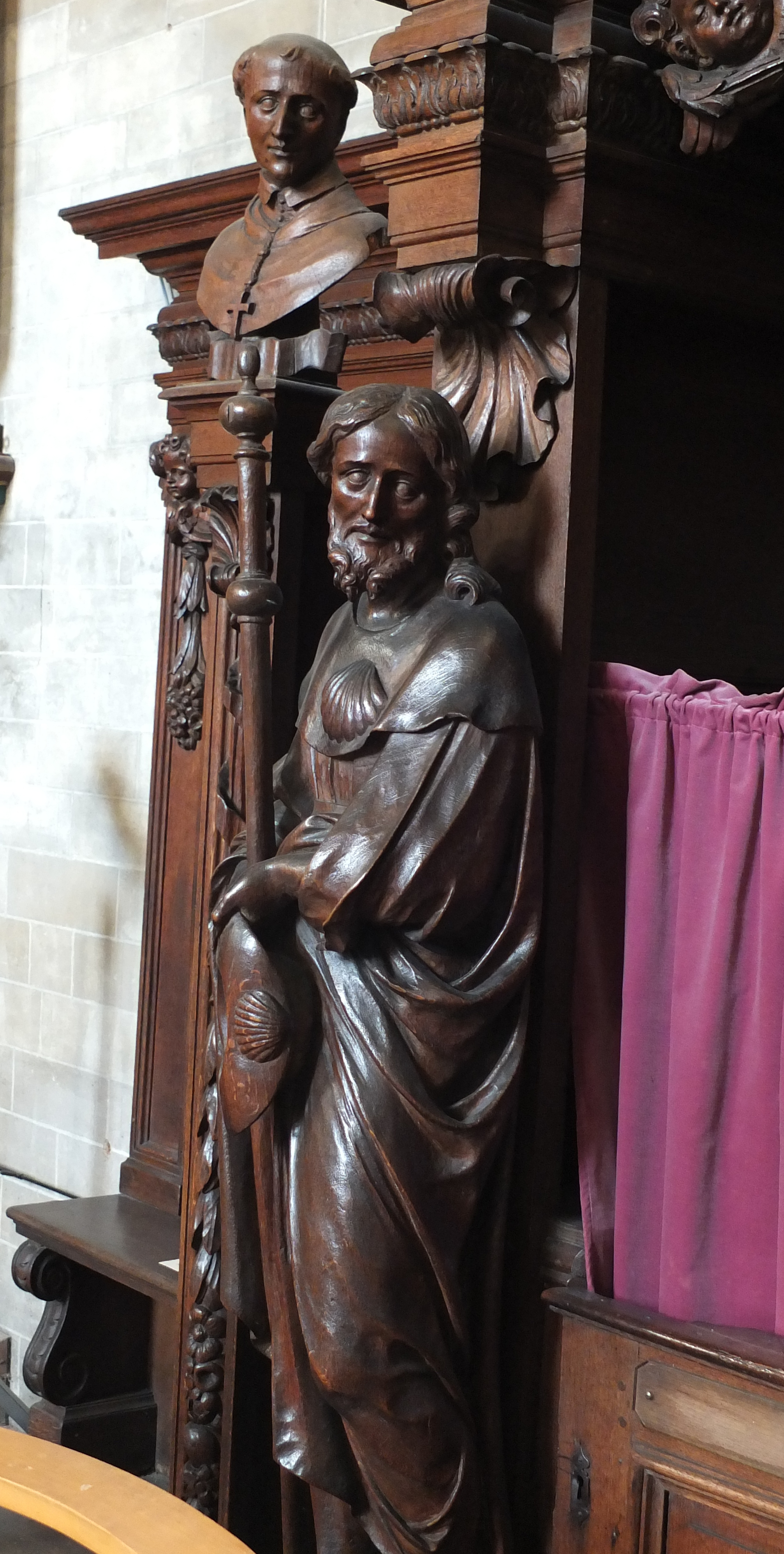
Biechtstoel in de Sint-Janskerk
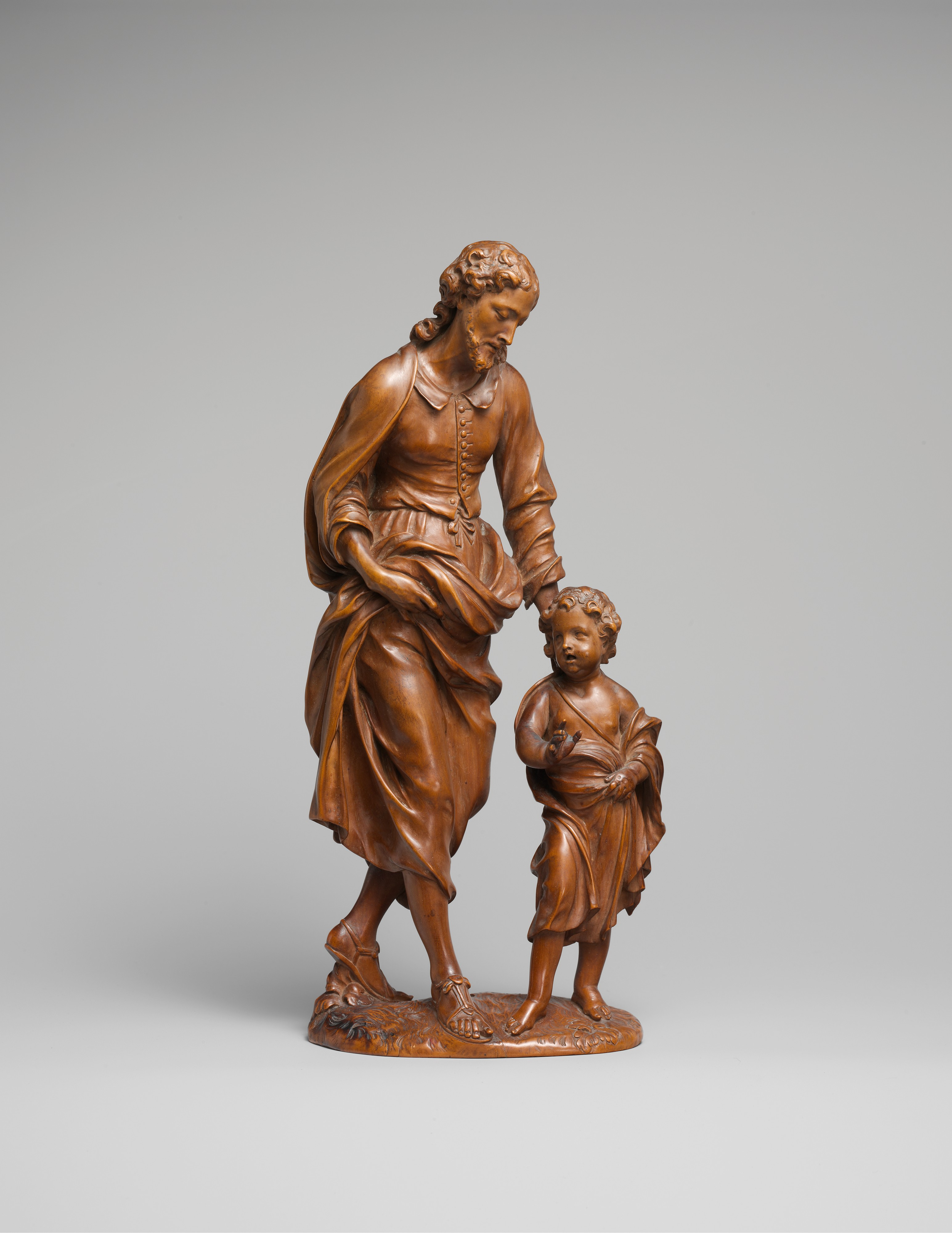
Sint-Jozef en Jezus als kind
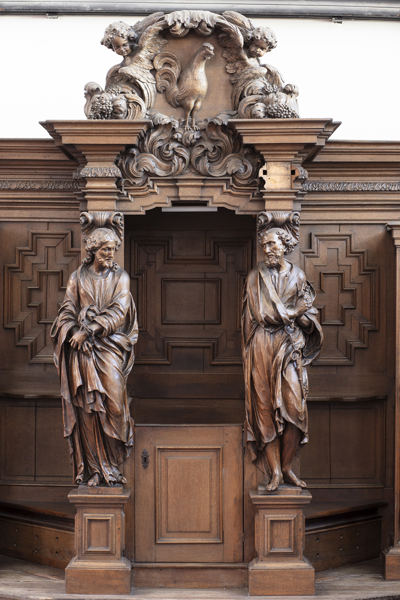
Biechtstoel in de Katelijnekerk

## Boeken
Volgende boeken beschrijven het leven en werk van Nicolaas Van Der Veken:
- "Nicolas van der Veken sculpteur malinois du XVIle siècle" - C. Poupeye
- "Les frères Van Der Veken" – F. Donnet
- "Nieuwe biografische gegevens over Nicolaas Van Der Veken, Mechels beeldsnijder (1637-1709)" – J. en R. Maes-Barthelemy
- "Drie onbekende beelden van Nicolaes Van Der Veken (1637-1709)" – J. Jansen

- Biografisch Portaal: 07073652
- Gemeinsame Normdatei: 130158917
- International Standard Name Identifier: 0000 0000 7998 1358
- Library of Congress Control Number: nr2002023288
- Nederlandse Thesaurus van Auteursnamen: 113524374
- RKD-Nederlands Instituut voor Kunstgeschiedenis: 206736
- Union List of Artist Names: 500110676
- Virtual International Authority File: 59018625
- WorldCat: E39PBJwhth49pXK4qcGFwvgMyd